# Olivia Byington
Olivia Maria Lustosa Byington (Rio de Janeiro, 24 de dezembro de 1958) é uma cantora, compositora,  violonista e escritora  brasileira.
Bisneta da filantropa Pérola Byington, é filha do psiquiatra e psicanalista Carlos Byington e irmã da atriz Bianca Byington. Mãe de quatro filhos, dentre os quais o ator e escritor Gregório Duvivier, Olivia é casada com o diretor Daniel Filho.

## Biografia
Aos 15 anos  iniciou sua carreira cantando jingles na Aquarius, empresa de Marcos Valle e Paulo Sergio Valle. Estudou violão, violino e teoria musical na PróArte. Em 1978 gravou seu primeiro disco com a Barca do Sol. A canção Lady Jane de Nando e Geraldo Carneiro foi hit nas rádios FM e Olivia foi considerada a melhor cantora de sua geração pelo então crítico de música de O Globo, Sergio Cabral.
Foi a Cuba participar do Festival de Varadero com Chico Buarque e voltou à ilha convidada por Silvio Rodriguez a gravar o disco Identidad pelo selo EGREM. Cantou com Tom Jobim e orquestra regida por Radamés Gnatalli na Sala Cecilia Meirelles quando o compositor ganhou o prêmio Shell na Música Brasileira.
Com o pianista João Carlos Assis Brasil gravou um disco pela Sony music baseado no recital de piano e voz com repertório virtuosístico entre o erudito e o popular.
Seu CD A Dama do Encantado, um tributo a Aracy de Almeida e produzido por Mauricio Carrilho, foi sucesso de público e crítica em 1997.
Como compositora, gravou seu CD com parcerias com o poeta português Tiago Torres da Silva; o álbum foi lançado pela Biscoito Fino em 2007. Em seguida, escreveu e dirigiu seu show A Vida é Perto com estreia na Casa de Cultura Laura Alvim, em 2007.
Em 2012 produziu a trilha da série de programas As Cariocas e depois As Brasileiras para a TV Globo
Em 2012 produziu o primeiro CD de Clarice Falcão, Monomania lançado por sua empresa, Casa Byington.
Em 2016, lançou pela Editora Objetiva o livro O que é que ele tem, com a história do seu primeiro filho João Byington de Faria que nasceu com Síndrome de Apert.

## Vida pessoal
Casou-se em 1979 com o cineasta Miguel Faria Jr, com quem teve um filho, João.
Em 1984 casou-se com Edgar Duvivier com quem fez Melodia Sentimental e vários shows por Brasil Portugal e Itália. Com Edgar teve três filhos: Gregorio, Barbara e Theodora.
Em 2009 casou-se com o ator e diretor Daniel Filho.

## Discografia
Olivia gravou discos pelos selos Continental, Som Livre, WEA, Sony Biscoito Fino, Egrem e Elenco.
- (2009) A Vida é Perto • Biscoito Fino- DVD
- (2009) Perto • Biscoito Fino-CD
- (2007) Olivia Byington • Biscoito Fino- CD
- (2007) Duetos II (Vários artistas) – participação • Biscoito Fino
- (2003) Canção do amor demais • Biscoito Fino • CD
- (1996) A Dama do Encantado • WEA • CD
- (1989) Olivia Byington e João Carlos Assis Brasil• LP Sony
- (1986) Melodia Sentimental • LP
- (1984) Música • Elenco/Som Livre • LP
- (1984) Encontro• Kuarup
- (1982) Identidad • Egrem (Cuba)/Som Livre
- (1980) Anjo vadio • Som Livre • LP
- (1978) Corra o Risco • Continental • LP